# Порошківська сільська рада
Порошківська сільська рада — колишній орган місцевого самоврядування у колишньому Перечинському районі Закарпатської області з адміністративним центром у с. Порошково. Сільській раді були підпорядковані такі села:
- с. Порошково
- с. Маюрки
- с. Мокра

Рада складалася з 20 депутатів та голови.

## Керівний склад сільської ради
| ПІБ                    | Основні відомості                                                             | Дата обрання | Дата звільнення |
| ---------------------- | ----------------------------------------------------------------------------- | ------------ | --------------- |
| Касинець Юрій Юрійович | Сільський голова, 1970 року народження, освіта, безпартійний                  | 26.03.2006   | 31.10.2010      |
| Касинець Юрій Юрійович | Сільський голова, 1970 року народження, освіта вища, член партії Єдиний Центр | 31.10.2010   |                 |

Примітка: таблиця складена за даними джерела

## Населення
Згідно з переписом УРСР 1989 року чисельність наявного населення сільської ради становила 3962 особи, з яких 1938 чоловіків та 2024 жінки.
За переписом населення України 2001 року в сільській раді мешкало 4305 осіб.

### Мова
Розподіл населення за рідною мовою за даними перепису 2001 року:
| Мова       | Відсоток |
| ---------- | -------- |
| українська | 93,43 %  |
| румунська  | 4,96 %   |
| циганська  | 0,87 %   |
| російська  | 0,37 %   |
| словацька  | 0,09 %   |
| молдовська | 0,05 %   |
| угорська   | 0,05 %   |
| німецька   | 0,02 %   |